# Lee Beom-soo
Lee Beom-soo (hangul: 이범수, hancha: 李凡秀; ur. 25 listopada 1969) – południowokoreański aktor. Należy do agencji Thespis Entertainment.
W 1992 roku ukończył studia na Uniwersytecie Chung-Ang. Zaczął swoją karierę aktorską w 1990 roku rolą w filmie Geulae gakkeum haneul-eul boja. Lee Beom-soo po raz pierwszy ożenił się w 2003 roku, ale małżeństwo to skończyło się rozwodem po czterech miesiącach. W 2010 roku ożenił się z Lee Yoon-jin, tłumaczką języka angielskiego, która uczyła go angielskiego. Para ma razem dwójkę dzieci, córkę Lee So-eul (kor. 이소을, ur. 1 marca 2011) i syna Lee Da-eul (kor. 이다을, ur. 21 lutego 2014).

## Filmografia

### Filmy
| Rok  | Tytuł                             | Rola                      |
| ---- | --------------------------------- | ------------------------- |
| 1990 | Geulae gakkeum haneul-eul boja    |                           |
| 1991 | Yeol ilgobsal-ui kudeta           |                           |
| 1995 | Gaegat-eun nal-ui ohu             |                           |
| 1996 | Eunhaengnamu chimdae              |                           |
| 1996 | Ghost Mamma                       |                           |
| 1997 | Jeopsok                           |                           |
| 1997 | Jisangmanga                       |                           |
| 1998 | Haega seojjog-eseo tteundamyeon   |                           |
| 1998 | Toemalog                          |                           |
| 1998 | Namjaui hyang-gi                  |                           |
| 1999 | Taeyang-eun eobsda                | Byeong-guk                |
| 1999 | Love                              |                           |
| 1999 | Sinjang-gaeeob                    |                           |
| 2000 | Hamyeon doenda                    | Won Kwang-tae             |
| 2000 | Anarchists                        | Dol-seok                  |
| 2001 | Bomnaleun ganda                   |                           |
| 2001 | Beonjijeompeureul hada            | Lee Dae-geun              |
| 2002 | Piano jineun daetongryeong        | cameo                     |
| 2002 | Ildan dwieo                       | Ji-hyeong                 |
| 2002 | Mongjeong-ki                      | Byung-chul                |
| 2002 | Jungle Juice                      | Cheol-su                  |
| 2003 | Yeong-eo wanjeonjeongbok          | cameo                     |
| 2003 | Oh! Brothers                      | Oh Bong-goo               |
| 2003 | Singles                           | Jeong-jun                 |
| 2004 | Superstar Gam Sa-yong             | Gam Sa-yong               |
| 2004 | Annyeong! UFO                     | Sang-hyun                 |
| 2005 | Lee Dae-ro, jug-eul sun eobda     | Lee Dae-ro                |
| 2005 | Jambokgeunmu                      | detektyw (cameo)          |
| 2006 | Eonniga ganda                     | Oh Tae-hoon (cameo)       |
| 2006 | Jopog manura 3                    | Ki-chul                   |
| 2006 | Minyeoneun goerowo                | kierowca taksówki (cameo) |
| 2006 | Jal sar-abose                     | Byeon Suk-gu              |
| 2006 | Miasto przemocy                   | Pil-ho                    |
| 2006 | Eumranseosaeng                    | Gwang-heon                |
| 2008 | Gosa: Piui jung-gangosa           | Hwang Chang-ok            |
| 2009 | Hong Gil-dong-ui huye             | Hong Mu-hyeok             |
| 2009 | Jung Seung-phil siljongsageon     | Jung Seung-phil           |
| 2009 | Seulpeumboda deo seulpeun iyagi   | Cha Ju-hwan               |
| 2009 | King-Kong-eul deulda              | Lee Ji-bong               |
| 2012 | Sichega dol-awassda               | Baek Hyun-chul            |
| 2013 | Iris 2: The Movie                 | Yoo Jung-won              |
| 2014 | Sin-ui hansu                      | Sal-soo                   |
| 2015 | Wewnętrzne piękno                 | Woo-jin                   |
| 2016 | Sunjeong                          | Yong-chul (cameo)         |
| 2016 | Operacja Chromit – Bitwa o Inczon | Lim Gye-jin               |
| 2017 | Saseon-eseo (ang. Unfinished)     | Oh Young-min              |
| 2017 | Uhm Bok-dong                      | Hwang Jae-ho              |

### Telewizja
| Rok  | Tytuł                  | Rola           | Stacja telewizyjna |
| ---- | ---------------------- | -------------- | ------------------ |
| 1999 | Hwangje-ui sigtag      | (odc. 2)       | SBS                |
| 2001 | New Non Stop           | (odc. 157-158) | MBC                |
| 2007 | Oegwauisa Bong Dal-hee | Ahn Joong-geun | SBS                |
| 2008 | On Air                 | Jang Ki-joon   | SBS                |
| 2010 | Giant                  | Lee Kang-mo    | SBS                |
| 2012 | Dr. Jin                | Lee Ha-weung   | MBC                |
| 2012 | Salaryman chohanji     | Yoo Bang       | SBS                |
| 2013 | Chongni-wa na          | Kwon Yool      | KBS2               |
| 2013 | Iris 2                 | Yoo Joong-won  | KBS2               |
| 2014 | Triangle               | Jang Dong-soo  | MBC                |
| 2015 | Ostatnia szansa        | Kwak Heung-sam | JTBC               |
| 2016 | Murimhaggyo            | Wang Hao       | KBS2               |

### Programy rewiowe
| Rok       | Tytuł                  | Uwagi                                  | Stacja telewizyjna |
| --------- | ---------------------- | -------------------------------------- | ------------------ |
| 2009      | Family Outing          | gościnnie                              | SBS                |
| 2016–2017 | The Return of Superman | obsada, razem z dziećmi (odc. 117-182) | KBS2               |

## Nagrody
| Rok  | Ceremonia                                           | Kategoria                                                    | Wynik   |
| ---- | --------------------------------------------------- | ------------------------------------------------------------ | ------- |
| 2006 | 5. Korean Film Awards                               | Najlepszy aktor drugoplanowy                                 | Wygrana |
| 2006 | 14. Chunsa Film Art Awards                          | Najlepszy aktor drugoplanowy                                 | Wygrana |
| 2007 | SBS Drama Awards                                    | najlepsza para (razem z Lee Yo-won) (Oegwauisa Bong Dal-hee) | Wygrana |
| 2007 | SBS Drama Awards                                    | Top Ten Star Award (Oegwauisa Bong Dal-hee)                  | Wygrana |
| 2007 | SBS Drama Awards                                    | Producers' Choice Award (Oegwauisa Bong Dal-hee)             | Wygrana |
| 2007 | 44. Grand Bell Awards                               | Nagroda popularności (Miasto przemocy)                       | Wygrana |
| 2007 | 43. Baeksang Arts Awards                            | Nagroda popularności (Oegwauisa Bong Dal-hee)                | Wygrana |
| 2008 | Mnet 20's Choice Awards                             | Hot Male Drama Star                                          | Wygrana |
| 2008 | 1. Korean Jewelry Awards                            | Diamond Award                                                | Wygrana |
| 2009 | Men's Health Honor (맨즈헬스 명예)                  | Cool Guy                                                     | Wygrana |
| 2009 | 32. Golden Cinematography Award (황금촬영상 시상식) | Popular idol                                                 | Wygrana |
| 2009 | 29. Korean Association of Film Critics Awards       | Najlepszy aktor (King-Kong-eul deulda)                       | Wygrana |
| 2010 | SBS Drama Awards                                    | Top Excellent Award, Special Planning Drama-Actor (Giant)    | Wygrana |
| 2010 | SBS Drama Awards                                    | Top Ten Star Award (Giant)                                   | Wygrana |
| 2011 | 2. 2nd Korea Seoul Culture Art Awards Grand Prize   | Najlepszy aktor telewizyjny (Giant)                          | Wygrana |
| 2013 | KBS Drama Awards                                    | Najlepsza para (razem z Im Yoon-ah) (Chongni-wa na)          | Wygrana |
| 2016 | 24. KBS Entertainment Awards                        | Excellence Award, Variety (The Return of Superman)           | Wygrana |
| 2016 | 53. Grand Bell Awards                               | Nagroda popularności (Incheon sangryuk jakjeon)              | Wygrana |